# 帥承瀚
帥承瀚（？—1842年），字匯百，号海門，湖北黄州府黄梅县人。嘉庆乙丑进士。

## 生平
历任翰林院庶吉士、检讨，嘉庆十五年庚午科顺天乡试同考官，日讲起居注官，翰林院侍读学士、侍讲学士，詹事府少詹事，道光十二年授顺天学政，太常寺卿，通政使司通政使，宗人府府丞，十九年授都察院左副都御史，二十一年任辛丑科武会试副考官。死后入祀乡贤祠。

## 家庭及关联
- 曾祖帥明；
- 祖帥光榜；
- 父帥上文；
- 兄帥承瀛，嘉庆丙辰探花，吏、禮、刑、工四部侍郎，浙江巡抚；
- 侄帥宗栻，户部主事；
- 侄女帅氏，道光乙未进士楊衔之妻；
- 侄孙帥遠燡，道光丁未进士。